# فاطمة بنت محمد السمرقندي
فاطمة بنت محمد بن أحمد السمرقندية فقيهة مسلمة، ابنة العلامة محمد بن أحمد السمرقندي وزوجة علاء الدين الكاساني الملقب بملك العلماء.

## حياتها
ولدت في تركستان في مدينة كاسان لأب فقيه ومحدث وتعلمت الفقه على يديه كما يقول الإمام عبد الحي اللكنوي (كانت فاطمة فقيهة علاّمة تفقّهت على أبيها، وحفظت تحفته)
نشأت على فضائل الأخلاق، وحب العلم، والسعي في طلبه، والنبوغ فيه مع الانضباط بضوابط الشرع وأخلاقياته، وكانت عالمة وجريئة في الحق مع اعتزاز أمام الملوك والسلاطين، حتى كانوا يشاورونها في بعض أمورهم الخاصة ومسائلهم العويصة.
 فتتفهت حتى كان والدها لا تأتيه الفتوى إلا وعرضها على ابنته وسمع رأيها بها فكانت الفتوى تخرج وبها توقيعان توقيعه وتوقيع ابنته، واشتهرت بخطها الجميل.

## زواجها
خطبها من أبيها الكثير من ملوك الروم والعرب من المسلمين إلا أن والدها لم يجب أحدًا لهذا، وزوجها بدلاً عنهم تلميذه النجيب علاء الدين الكاساني، بعد أن شرح التلميذ كتاب شيخه (تحفة الفقهاء) في كتابه (بدائع الصنائع في ترتيب الشرائع) فزوجها إياه وكان مهرها هو الكتاب، حتى قال الفقهاء (شرح تحفته وزوجه ابنته).

## حياتها بعد زواجها
لم تتوقف فاطمة السمرقندية عن تعلم وتعليم العلم الشرعي بعد زواجها، بل كانت تنظم الحلقات وطلب العلم على يديها الكثير، ويحكى أنه كان يستشسريها في الفتوى ويعمل بقولها كما يقول المؤرخ ابن العديم (أن فاطمة كانت تنقل المذاهب نقلاً جيداً، وأن زوجها ربما يَهِمُ في الفُتيا فتردّه إلى الصواب، وتعرّفه وجه الخطأ فيرجع إلى قولها، وأنها كانت تُفتي زوجها فيحترمها ويُكْرِمها.)

## هجرتها مع زوجها
تنقلت مع زوجها في كثير من البلاد حتى استقرى بجوار الملك الايوبي صلاح الدين الذي أكرمهما وكان كثيرًا ما يستشيرها في أموره الخاصة. كما كان يسشيرها أيضًا سلطان حلب نور الدين زنكي الذي كان يعرف قدر فاطمة ومكانتها فكان يستفتيها في بعض المسائل ويستشيرها في بعض أمور دولته الداخلية، وكانت فاطمة تحث زوجها كثيرًا على العودة إلى موطنهما فلما أراد اجابتها علم الملك نور الدين محمود وأرسل إليها مع امرأة يرجوها البقاء بحلب فأجابته إلى ذلك، وأقامت في حلب إلى أن ماتت.

## وفاتها
توفيت سنه 581 هـ ودفنت بمسجد إبراهيم الخليل بحلب، وكان زوجها لا ينقطع عن زيارتها كل ليلة جمعه إلى أن مات هو الآخر بعدها ب6 سنين سنه 587 هـ وأوصى أن يدفن بجوارها بالمسجد.